# Valea Zălanului, Covasna
Valea Zălanului (în maghiară Zalánpatak, în germană Zalaner Glashütte) este un sat în comuna Malnaș din județul Covasna, Transilvania, România. Se află în partea de nord a județului, în Munții Baraolt.
Este un cătun izolat, cu 110 de locuitori, care are o puternică amprentă tradițională secuiască.
Prințul Charles de Wales a cumpărat aici trei clădiri vechi de peste o sută de ani, pe care le-a renovat și le-a transformat în reședință temporară. El a vizitat această localitate în mai 2011 și în 30 mai 2014..
În aprilie 2012, în perioada sărbătorilor Paștelui catolic, la prima sa vizită în România, prințul Harry, însoțit de câțiva prieteni, s-a cazat la Valea Zălanului, unde a servit mâncăruri specifice zonei, având astfel ocazia să guste preparate culinare tradiționale românești – ciorbă ardelenească de legume și pălincă.
De asemenea, în iunie 2023, la câteva zile după încoronarea sa ca suveran al Regatului Unit, regele Carol al III-lea a venit să se odihnească pentru câteva zile la reședința sa din Valea Zălanului.
Deși este un sat foarte mic, Valea Zălanului a devenit cunoscut după ce regele Carol al III-lea a ales-o drept unul dintre locurile de odihnă preferate, încântat de liniștea și naturalețea locului și de căldura localnicilor.
„Am ajuns să iubesc România – cultura și arta voastră, moștenirea și istoria voastră, peisajele voastre întinse și biodiversitatea neprețuită... 

România a păstrat, în pădurile sale milenare, un peisaj rural autentic și prin câteva exemple remarcabile de agricultură durabilă, o bogăție unică a naturii”—Regele Charles al III-lea, București, 3 iunie 2023